# 1973년 칠레 쿠데타
1973년 칠레 쿠데타(스페인어: Golpe de Estado Chileno)는 1973년 9월 11일 아우구스토 피노체트 칠레 육군참모총장의 주도로 살바도르 아옌데 정권을 전복시키기 위해 일으킨 군사 쿠데타이며, 중남미에 사회주의 정권이 존재하는 것을 원하지 않는 미국의 지원을 받았다. 남미에서 처음으로 선거에 의해 합법적으로 선 사회주의 정권을 군부가 무력으로 전복시킨 사건이다.
칠레의 민주주의를 전복시킨 이 사건은 기밀문서가 공개되면서 미국이 배후에서 조종하여 일으킨 사건으로 밝혀졌다.
쿠데타 과정에서 아옌데 대통령은 쿠바의 피델 카스트로가 선물했다는 AK-47로 자살했다. 군사 쿠데타 이후 칠레에는 피노체트를 의장으로 하는 칠레 군사평의회가 설치되어 17년 동안 군사 독재가 시행되었는데, 정치적 이유로 목숨을 잃은 이들이 모두 3197명에 이를 정도로 칠레 국민들은 군사독재정치로 극심한 고통을 받았다.

## 개요
냉전 중인 1970년, 살바도르 아옌데 박사를 지도자로 하는 사회주의 정당인 인민 연합은 선거로 정권을 얻게 되고 아옌데는 대통령에 취임하였다. 이는 남미에서 자유 선거를 통한 사회주의 정당이 정권을 얻은 첫 사례였다. 그러나 아옌데 정권이 실시한 사회주의 정책에 상류층과 군부는 반발하였다. 또한 미국은 도미노 이론에 따라 남미가 좌경화될 것을 경계하였다. 미국은 반정부 세력의 암살을 지원하였으며, 마침내 1973년 아우구스토 피노체트를 중심으로 한 군부가 군사 쿠데타를 일으키게 된다.
칠레의 수도인 산티아고는 순식간에 군부에 의해 장악되었다. 약간의 군사들과 함께 모네다 궁전에서 농성을 벌인 아옌데는 마지막으로 라디오 연설을 한 뒤 총으로 자살하였다. 쿠데타 이후 피노체트는 “아옌데는 자살하였다”고 공식적으로 밝혔다. 모네다 궁전에서 농성을 벌인 아옌데는 마지막으로 한 라디오 연설에서 항전하겠다는 뉘앙스로 연설하였는데, 이 때문에 한 때 반란군이 아옌데를 살해한 것이 아니냐는 의견도 나온 바 있다. 2011년 5월 23일, 칠레 당국은 아옌데의 시체를 무덤에서 파내어 다시 검시하겠다고 발표하였고 어떻게 사망하였는지에 대한 관심이 쏠렸다. 같은 해인 2011년 7월 19일, 검시가 종료되었으며 자살이라는 결과가 발표되었다.
이 쿠데타 이후 칠레 군사평의회에 의한 독재 정치가 시작되었고, 노동조합원과 학생, 예술가 등 좌익으로 지목된 인물의 상당수가 감금, 고문되고 살해되었다. 군사 정권은 자국이 ‘사회주의 정권에서 벗어난 유일한 나라’라고 자찬하였으나 냉전이 종결됨에 따라 미국에 있어서 이용 가치가 사라진 군사 정권은 1989년 국민투표로 무너졌다.

## 같이 보기
- 아우구스토 피노체트
- 살바도르 아옌데
- 칠레의 역사
- 헨리 키신저
- 미국 중앙정보국
- 9·11 테러